# Bachiteri
Els bachiteris (Bachitherium) són un gènere extint de mamífers artiodàctils, l'únic de la família dels bachitèrids (Bachitheriidae), que visqueren a Europa des de l'Eocè superior fins a l'Oligocè superior, fa entre 23 i 37,2 milions d'anys. Se n'han trobat restes fòssils a Alemanya, Bulgària, França, la República Txeca i Sèrbia. Les espècies d'aquest grup tenien el cap llarg, el coll curt i les potes posteriors força més llargues que les anteriors. Feien aproximadament 54 cm d'alçada a la creu. Eren animals brostejadors que es podien moure amb gran agilitat i velocitat per fugir dels depredadors. El nom genèric Bachitherium significa 'bèstia de Bach'.